# Überblasen
Als Überblasen eines Blasinstruments bezeichnet man die Ausnutzung der Naturtöne außer dem tiefsten, dem Grundton.

## Holzblasinstrumente
Holzblasinstrumente können durch verstärktes Anblasen (erhöhter Blasdruck und/oder besonders schneller Anstieg des Blasdrucks) überblasen werden, wodurch sich der erzeugte Ton bei gleichem Griff erhöht.
Statt durch stärkeres Anblasen kann das Ergebnis auch erreicht werden, indem bei sonst unverändertem Griff an geeigneter Stelle durch teilweises Öffnen eines Tonlochs – oder Öffnen eines kleinen speziell dafür vorgesehenen Lochs – bewirkt wird, dass sich innerhalb der Luftsäule ein zusätzlicher Schwingungsknoten bildet. Dies ist die Wirkung des teilgeöffneten Daumenlochs bei Blockflöten oder der Oktavklappen z. B. bei der Oboe. Auch dies wird als Überblasen bezeichnet und bei vielen Holzblasinstrumenten regelmäßig verwendet.
Die verschiedenen durch Überblasen erreichten Tonhöhenbereiche eines Instruments, die sich klanglich mehr oder weniger stark unterscheiden, werden auch Register genannt.
Offene Flöten (z. B. Querflöte, Blockflöte) und Rohrblattinstrumente mit konisch gebohrter Röhre (z. B. Oboe, Schalmei, Saxophon) überblasen vom ersten Teilton (Oberton) in den zweiten Teilton, der um eine Oktave höher liegt, und bei stärkerem Überblasen in die darauf folgenden Naturtöne. Gedeckte Flöten und Rohrblattinstrumente mit zylindrisch gebohrter Röhre (z. B. Klarinette, Krummhorn, Duduk) überblasen dagegen vom Grundton in den dritten Teilton, der um eine Duodezime höher liegt.
In der Praxis werden bei Holzblasinstrumenten etwa die ersten drei bis höchstens fünf Naturtöne verwendet. Jedoch lassen sich Instrumente in Basslage auf ihren tiefsten Grundtönen (bei denen die schwingende Luftsäule relativ lang im Vergleich zum Durchmesser ist) oft bis zum achten Naturton und darüber hinaus überblasen. Bei Instrumenten in höheren Lagen nimmt mit zunehmender Höhe die Fähigkeit zum Überblasen in höhere Naturtöne ab. Sehr hohe Instrumente wie Trillerpfeifen lassen sich oft gar nicht überblasen.

## Blechblasinstrumente
Bei Blechblasinstrumenten bezeichnet Überblasen vorrangig die Erzeugung der höheren Naturtöne. Blechblasinstrumente überblasen mitunter bis zum 24. Naturton, z. B. das Naturhorn, die Naturtrompete oder die Barocktrompete. Bis zur Erfindung des Ventils Anfang des 19. Jahrhunderts mussten die Musiker dieser Instrumente mit dem Vorrat der intonierbaren Naturtöne auskommen.
Mitunter wird mit Überblasen auch das „Schmettern“ eines Blechblasinstrumentes bei extrem hoher Dynamik bezeichnet. Dieser Effekt beruht darauf, dass eine Eigenschwingung des Schalltrichters (Stürze) auftritt, und lässt sich gut auf Hörnern mit großem Schalltrichter, z. B. Waldhorn, Parforcehorn, Trompe de Chasse, realisieren.

## Orgelpfeifen
Bei einer Orgelpfeife bezeichnet Überblasen ebenfalls den Effekt, der entsteht, wenn diese einen Oberton statt des Grundtons erzeugt. Dabei erzeugt eine offene überblasende Pfeife den zweiten Teilton, die Oktave, eine gedackte überblasende Pfeife den dritten Teilton, die Duodezime. Ein verbreitetes überblasendes Orgelregister ist die Flûte harmonique.